# Phlegmariurus tournayanus
Phlegmariurus tournayanus är en lummerväxtart som beskrevs av Lawalrée. Phlegmariurus tournayanus ingår i släktet Phlegmariurus och familjen lummerväxter. Inga underarter finns listade i Catalogue of Life.